# Polska na Mistrzostwach Świata w Lekkoatletyce 1991
Polska na Mistrzostwach Świata w Lekkoatletyce 1991 – reprezentacja Polski podczas czempionatu w Tokio zdobyła jeden, złoty medal - Wanda Panfil wygrała maraton. W tabeli medalowej Polacy uplasowali się na ex aequo 12. pozycji, w klasyfikacji punktowej również zajęli ex aequo 12. lokatę.

## Rezultaty

### Mężczyźni
- Bieg na 100 m
  - Jacek Marlicki odpadł w eliminacjach
- Bieg na 200 m
  - Jarosław Kaniecki odpadł w eliminacjach
- Bieg na 800 m
  - Piotr Piekarski zajął 5. miejsce
- Bieg na 1500 m
  - Karol Dudij odpadł w eliminacjach
- Bieg na 5000 m
  - Sławomir Majusiak odpadł w półfinale
- Bieg na 110 m przez płotki
  - Tomasz Nagórka odpadł w eliminacjach
  - Piotr Wójcik odpadł w eliminacjach[1]
- Skok wzwyż
  - Artur Partyka zajął 12. miejsce
  - Jarosław Kotewicz odpadł w eliminacjach
- Skok o tyczce
  - Mirosław Chmara odpadł w eliminacjach
- Trójskok
  - Andrzej Grabarczyk zajął 12. miejsce
  - Eugeniusz Bedeniczuk odpadł w eliminacjach
- Sztafeta 4x100 m
  - Jacek Marlicki, Robert Maćkowiak, Marek Zalewski i Jarosław Kaniecki odpadli w półfinale
- Chód na 20 km
  - Robert Korzeniowski zajął 10. miejsce
- Chód na 50 km
  - Robert Korzeniowski nie ukończył konkurencji
- Maraton
  - Jan Huruk zajął 4. miejsce
  - Antoni Niemczak nie ukończył biegu

### Kobiety
- Bieg na 1500 m
  - Małgorzata Rydz zajęła 8. miejsce
- Skok wzwyż
  - Beata Hołub zajęła 4. miejsce
  - Donata Jancewicz odpadła w eliminacjach
- Skok w dal
  - Agata Karczmarek odpadła w eliminacjach
- Pchnięcie kulą
  - Krystyna Danilczyk zajęła 12. miejsce
- Rzut oszczepem
  - Genowefa Patla odpadła w eliminacjach
- Siedmiobój
  - Urszula Włodarczyk zajęła 6. miejsce
  - Maria Kamrowska zajęła 9. miejsce
- Chód na 10 km
  - Katarzyna Radtke zajęła 12. miejsce
- Maraton
  - Wanda Panfil  zajęła 1. miejsce i zdobyła złoty medal
  - Kamila Gradus zajęła 6. miejsce